# Linea Ina
La linea Ina (埼玉新都市交通伊奈線?, Saitama toshi kōtsū Ina-sen), chiamata anche New Shuttle (ニューシャトル?, Nyū shatoru) è un people mover automatico in servizio fra Ōmiya e Uchijuku a Saitama, in Giappone, che corre parallelo per la sua lunghezza alla linea Jōetsu Shinkansen. È a doppio binario tra Ōmiya e Maruyama mentre a singolo tra Maruyama e Uchijuku.
La linea è operata e gestita dal Nuovo trasporto di Saitama (埼玉新都市交通株式会社?, Saitama Toshi Kōtsū Kabushiki-Gaigha), una ATI di imprese formata da JR East, Ferrovie Tōbu, la prefettura di Saitama e i comuni interessati (Saitama, Ageo e Ina).

## Storia
La linea fu costruita a causa delle richieste degli abitanti della cittadina di Ina, il cui territorio era già interessato dal passaggio della linea Tōhoku Shinkansen. La stessa cittadina doveva infatti essere interessata anche dal passaggio del Jōetsu Shinkansen, ma gli abitanti, preoccupati per la divisione urbana che la nuova ferrovia avrebbe prodotto, e per l'inquinamento acustico, richiesero in compenso la realizzazione di una nuova linea.
Venne quindi ideato un sistema di people mover, in quanto il traffico di passeggeri non era previsto essere elevato al punto da realizzare un'infrastruttura pesante (oggi la linea comunque genera profitto). A sud di Ōmiya venne invece realizzata un'infrastruttura tradizionale su ferro (la linea Saikyō).
- 1º aprile 1980: Creazione della compagnia Nuovo trasporto di Saitama
- 22 dicembre 1983: inaugurazione della prima tratta fra Ōmiya e Hanuki
- 2 agosto 1990: inaugurazione della seconda tratta fra Hanuki e Uchijuku
- 14 ottobre 2007: la stazione di Ōnari diventa Tetsudō-Hakubutsukan in seguito all'apertura del Museo ferroviario di Saitama.

### Progetti futuri
Esistono proposte e progetti per portare la linea dall'attuale capolinea di Uchijuku al centro patenti di Kōnosu. Tuttavia, il viadotto del Jōetsu Shinkansen, lungo il quale si trova quasi la totalità della linea, è privo di predisposizione per la sua continuazione, e per questo l'estensione risulta difficile. Altre proposte propongono un'estensione, lungo la strada prefetturale centrale fino alla stazione di Minami-Kitamoto.

## Stazioni
Tutte le stazioni si trovano nella prefettura di Saitama
Legenda
Binari: ∩: loop di inversione; ∥: sezione a doppio binario; ◇; sezione a binario singolo (permesso l'incrocio dei treni in tutte le stazioni)
| Stazione             | Giapponese | Distanza interst. | Distanza totale | Collegamenti | Binari | Posizione        |
| -------------------- | ---------- | ----------------- | --------------- | --- | ------ | ---------------- |
| Ōmiya                | 大宮       | -                 | 0.0             | ■ Tōhoku Shinkansen ■ Jōetsu Shinkansen ■ Hokuriku Shinkansen ■ Akita Shinkansen ■ Yamagata Shinkansen ■ Linea principale Tōhoku ■ Linea Takasaki ■ Linea Shōnan-Shinjuku ■ Linea Keihin-Tōhoku ■ Linea Saikyō ■ Linea Kawagoe ● Linea Tōbu Urban Park | ∩      | Ōmiya-ku Saitama |
| Tetsudō Hakubutsukan | 鉄道博物館 | 1.5               | 1.5             | | ∥      | Ōmiya-ku Saitama |
| Kamonomiya           | 加茂宮     | 1.7               | 3.2             | | ∥      | Kita-ku Saitama  |
| Higashi-Miyahara     | 東宮原     | 0.8               | 4.0             | | ∥      | Kita-ku Saitama  |
| Konba                | 今羽       | 0.8               | 4.8             | | ∥      | Kita-ku Saitama  |
| Yoshinohara          | 吉野原     | 0.8               | 5.6             | | ∥      | Kita-ku Saitama  |
| Haraichi             | 原市       | 0.8               | 6.4             | | ∥      | Ageo             |
| Shōnan               | 沼南       | 0.8               | 7.2             | | ∥      | Ageo             |
| Maruyama             | 丸山       | 1.0               | 8.2             | | ∨      | Ina Kita-Adachi  |
| Shiku                | 志久       | 1.2               | 9.4             | | ◇      | Ina Kita-Adachi  |
| Ina-Chūō             | 伊奈中央   | 1.1               | 10.5            | | ◇      | Ina Kita-Adachi  |
| Hanuki               | 羽貫       | 1.1               | 11.6            | | ◇      | Ina Kita-Adachi  |
| Uchijuku             | 内宿       | 1.1               | 12.7            | | ◇      | Ina Kita-Adachi  |

## Materiale rotabile

### Corrente
Il parco rotabili è costituito da mezzi a 6 carrozze aventi un paio di porte per carrozza.

#### Serie 1050
4 set sono attualmente in servizio (50-53)

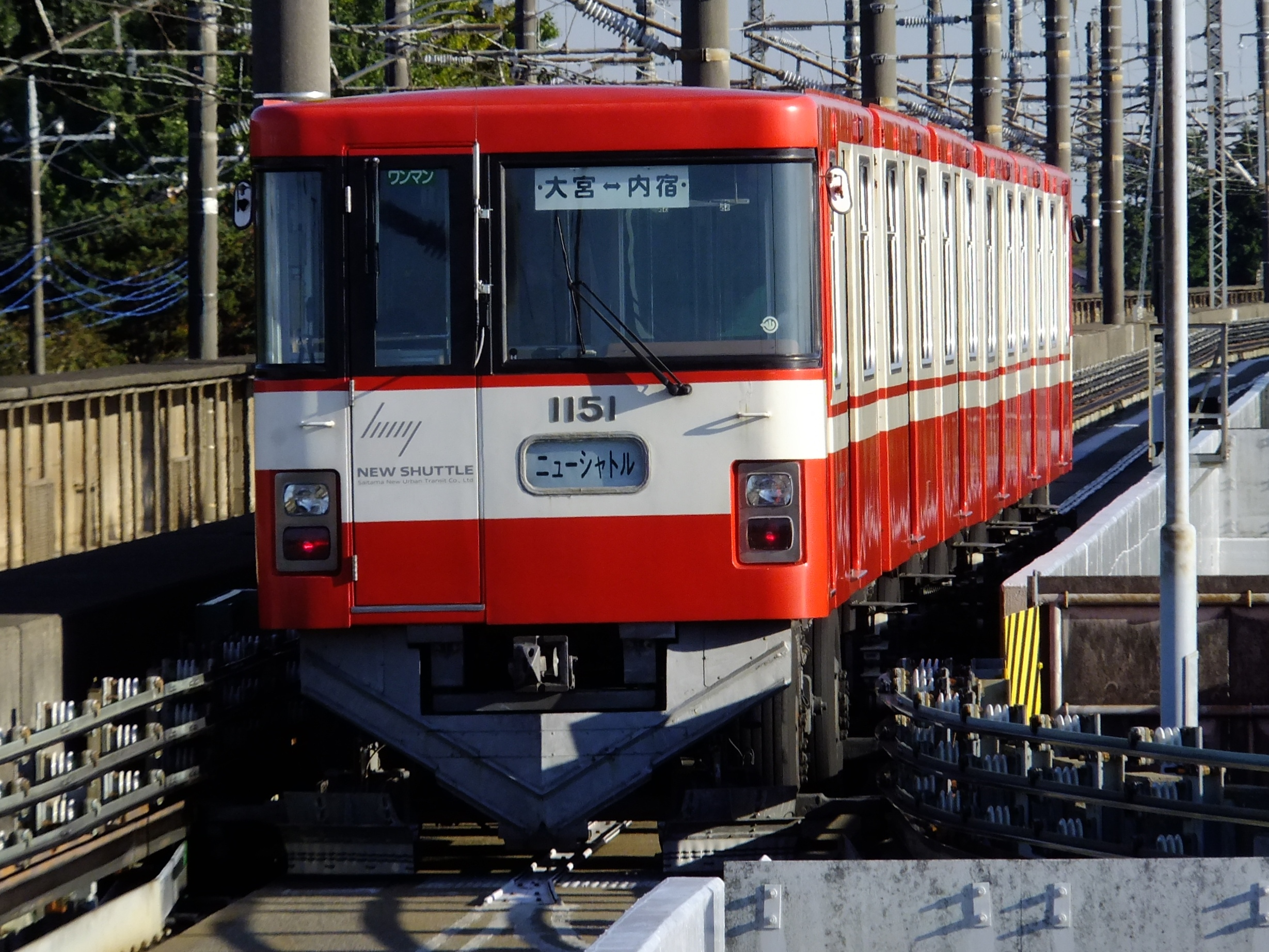
Set 51
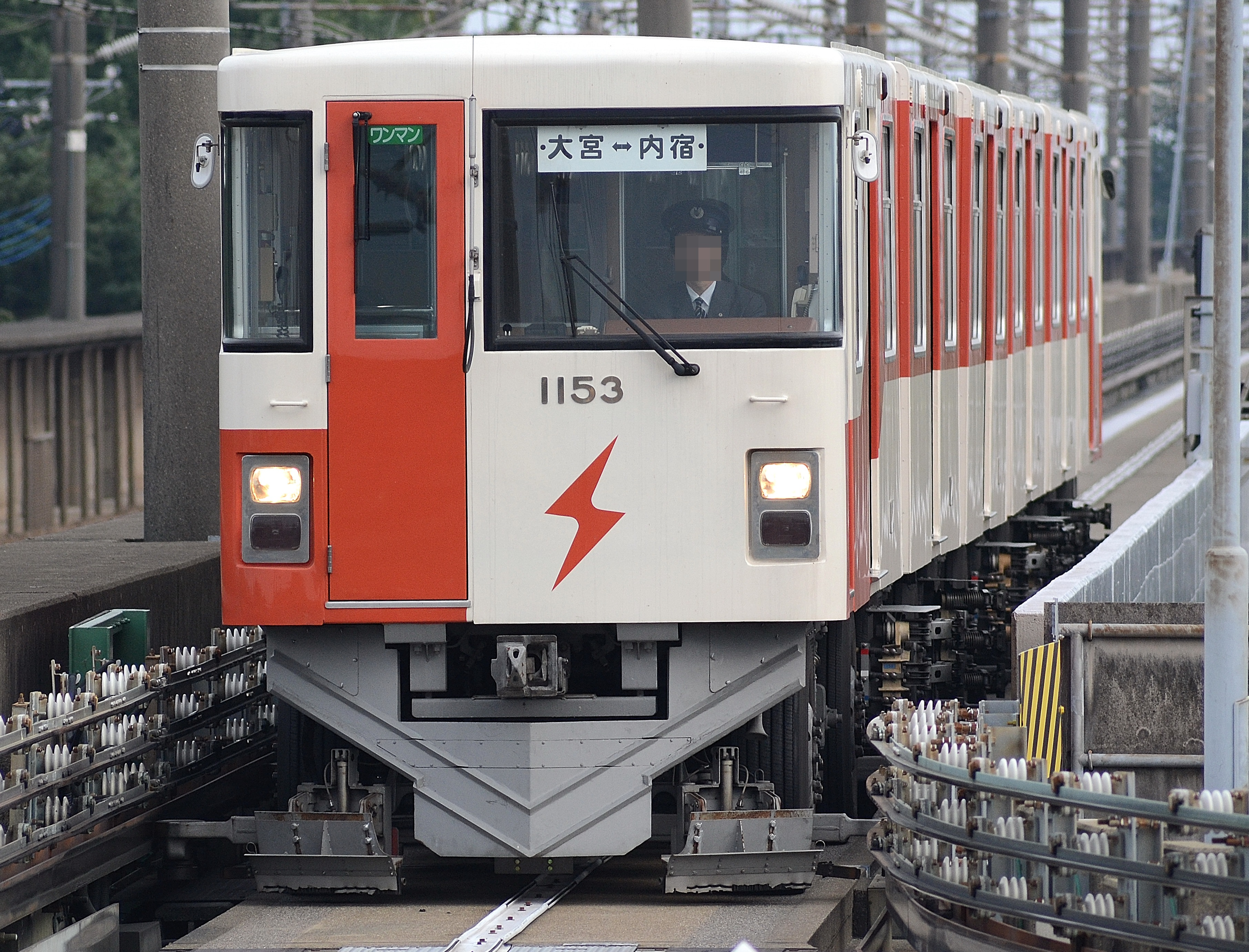
set 53
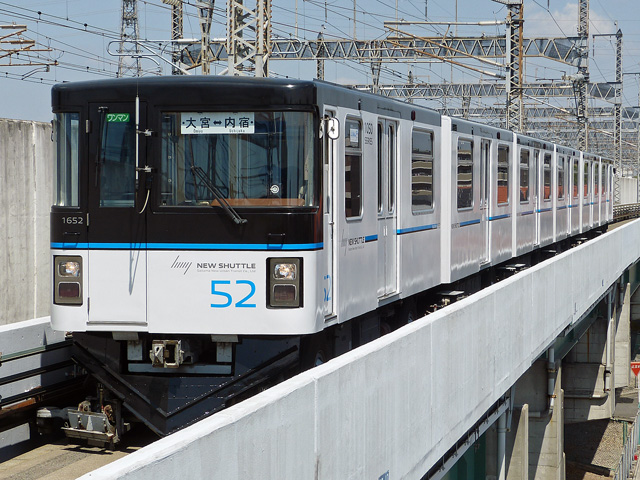
Set 52 (revampizzato)

#### Serie 2000
7 set sono attualmente in servizio (01-07) e presentano diverse cromie.

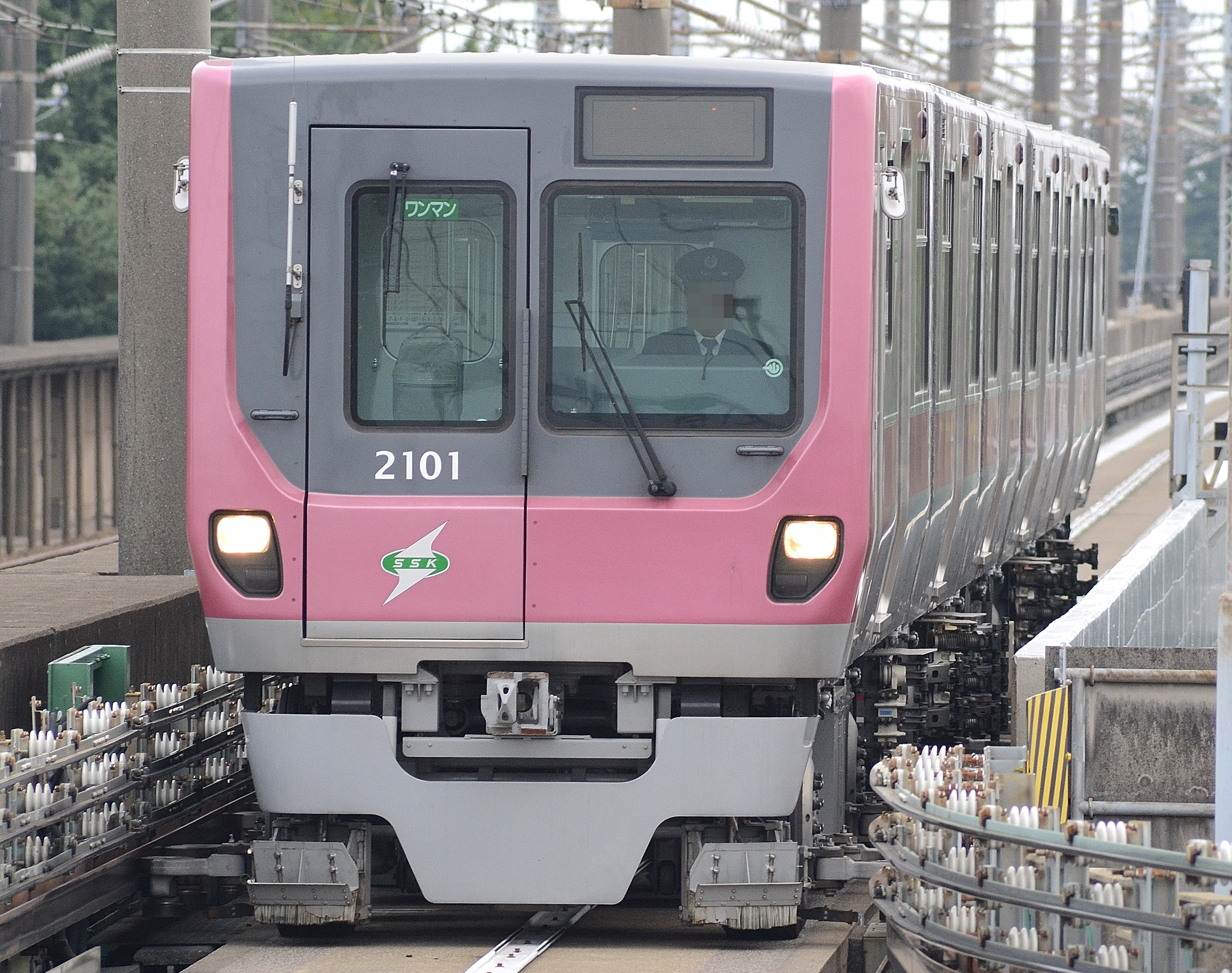
Set 01
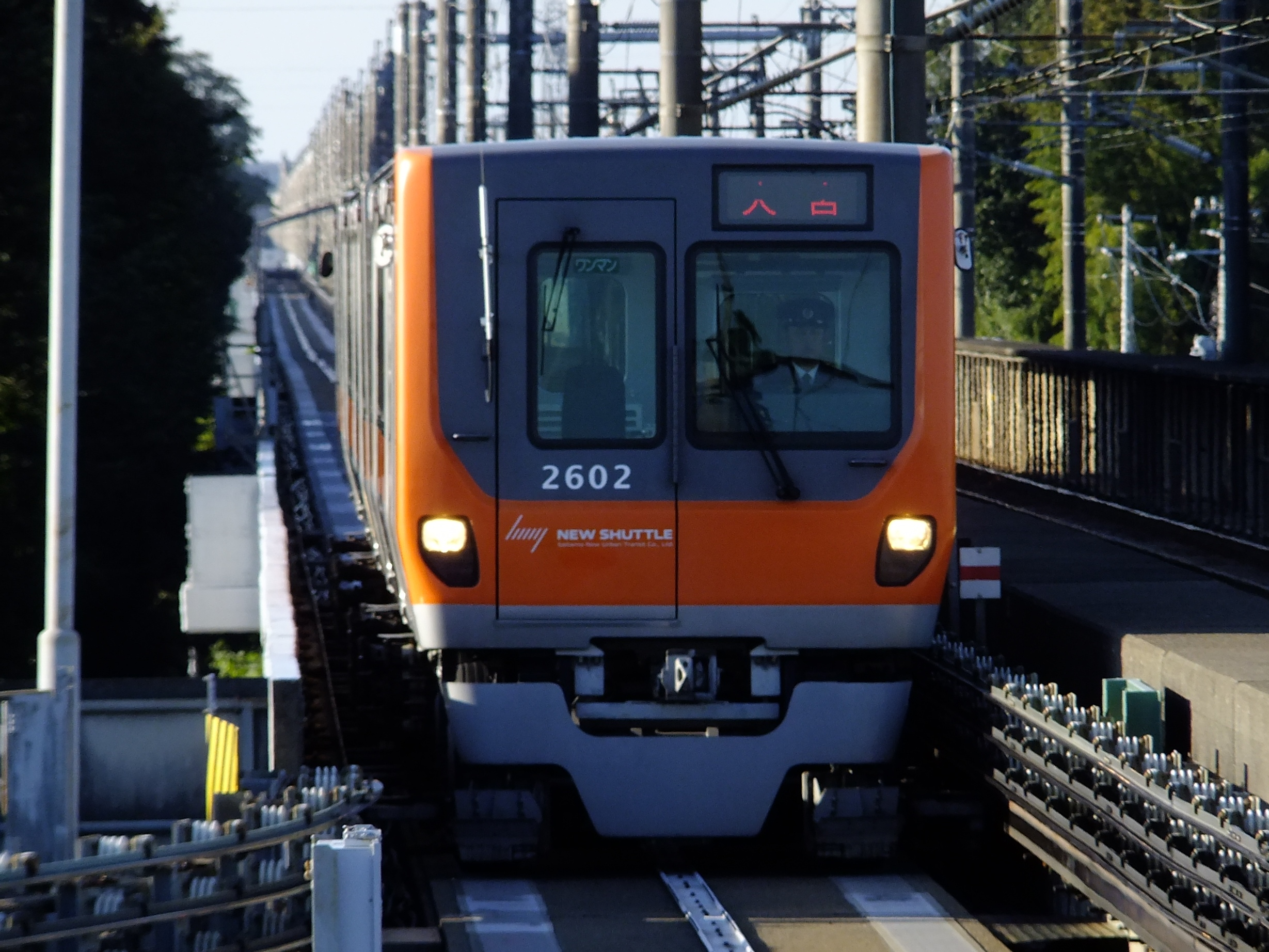
Set 02
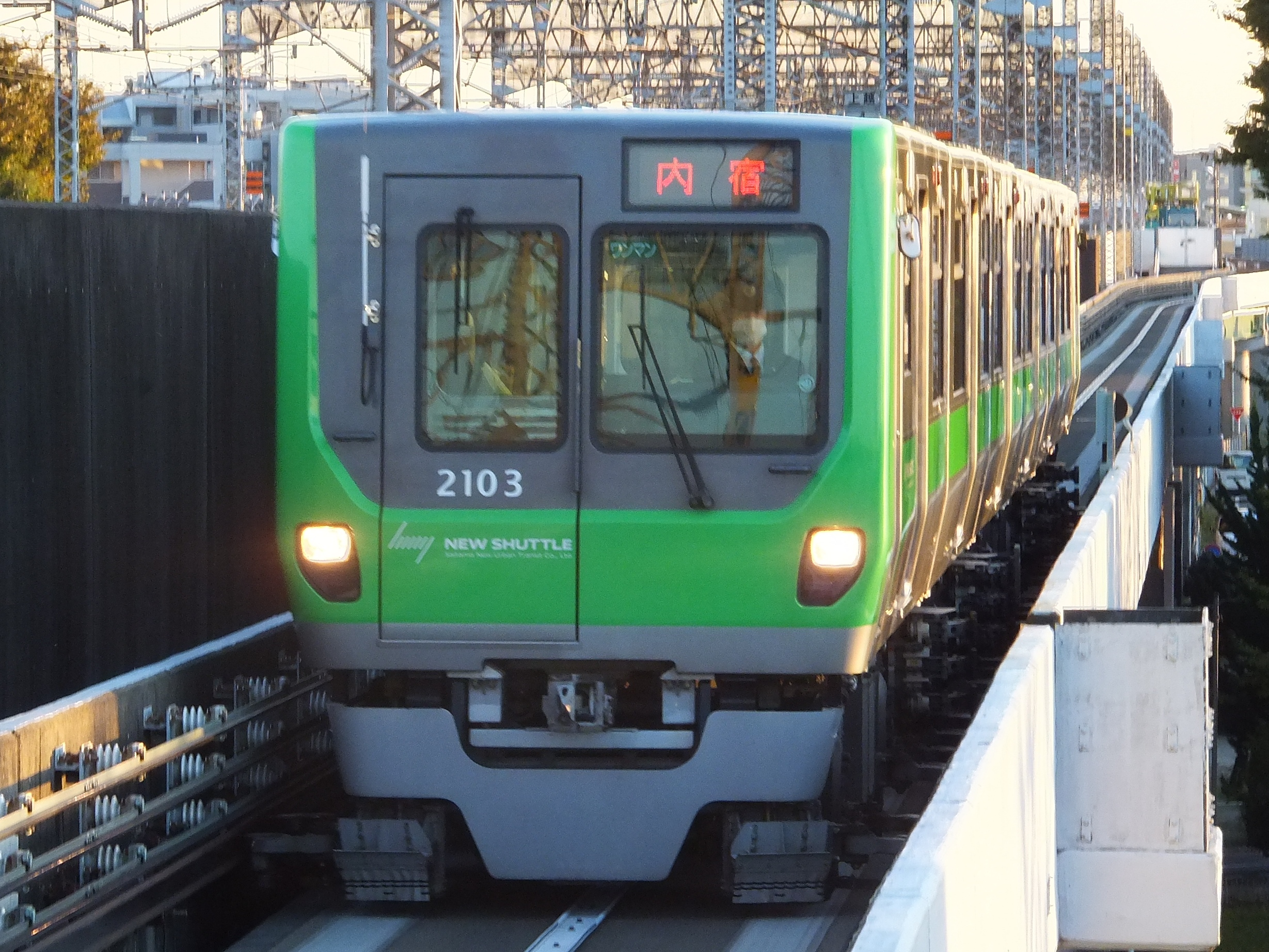
Set 03
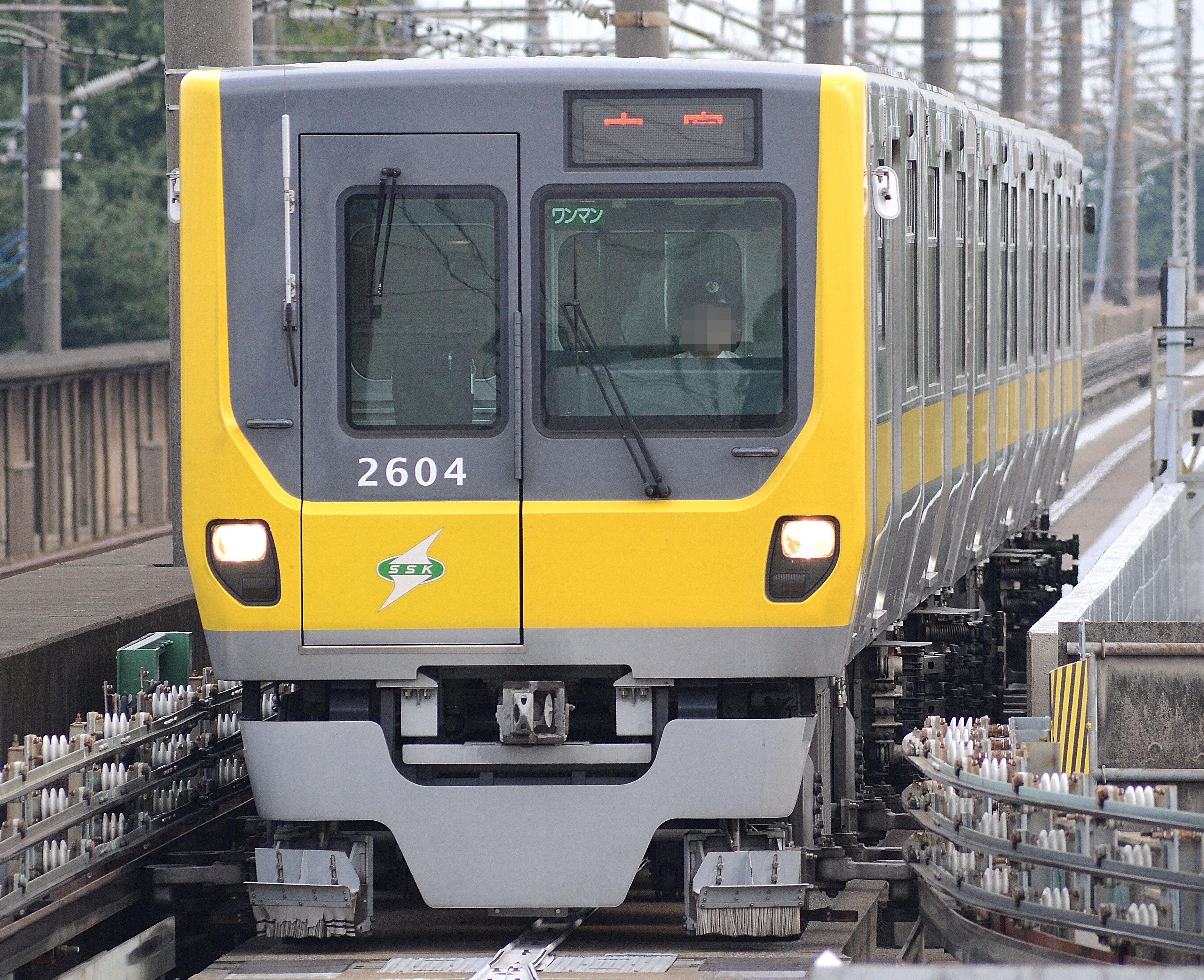
Set 04
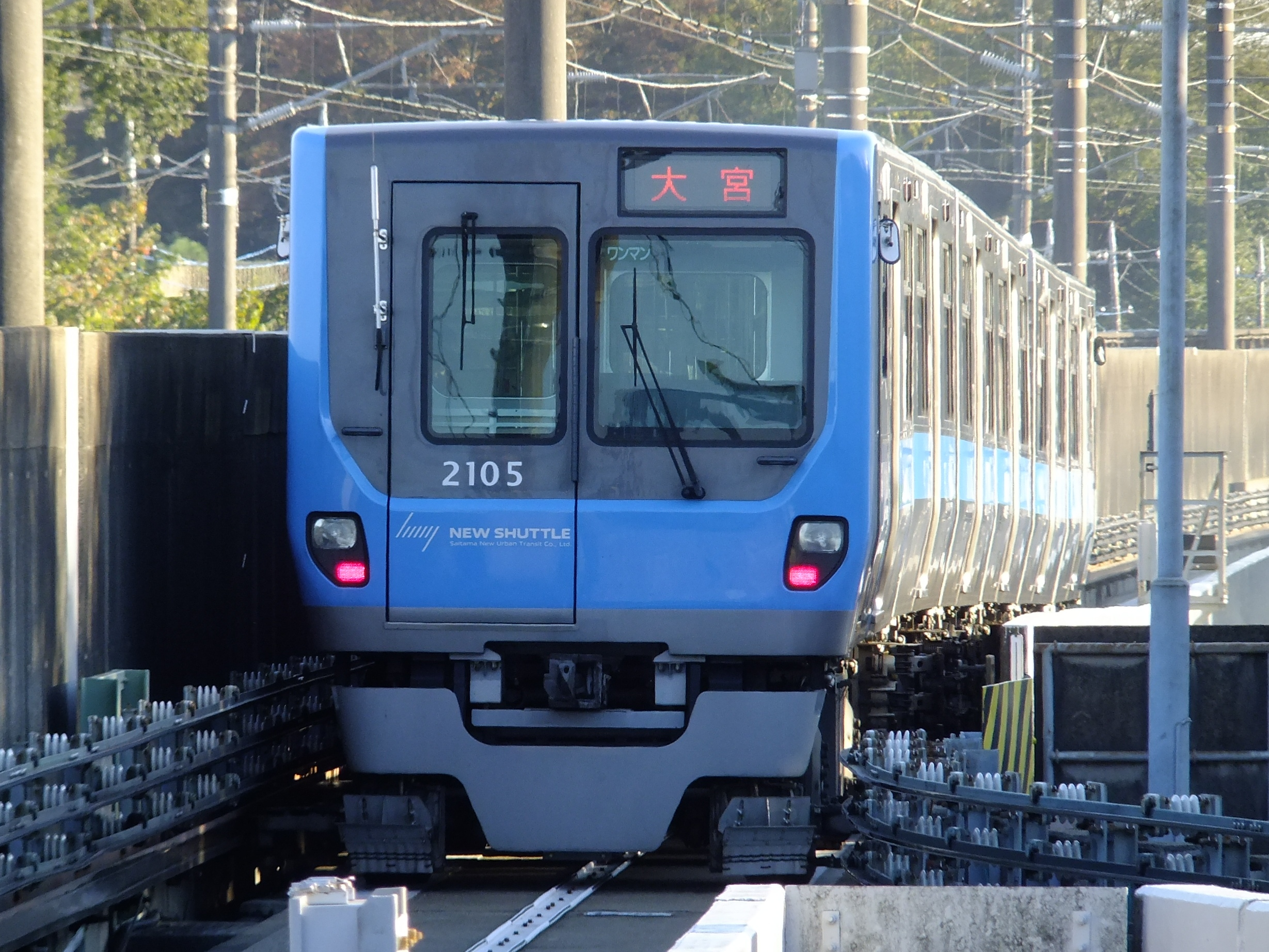
Set 05
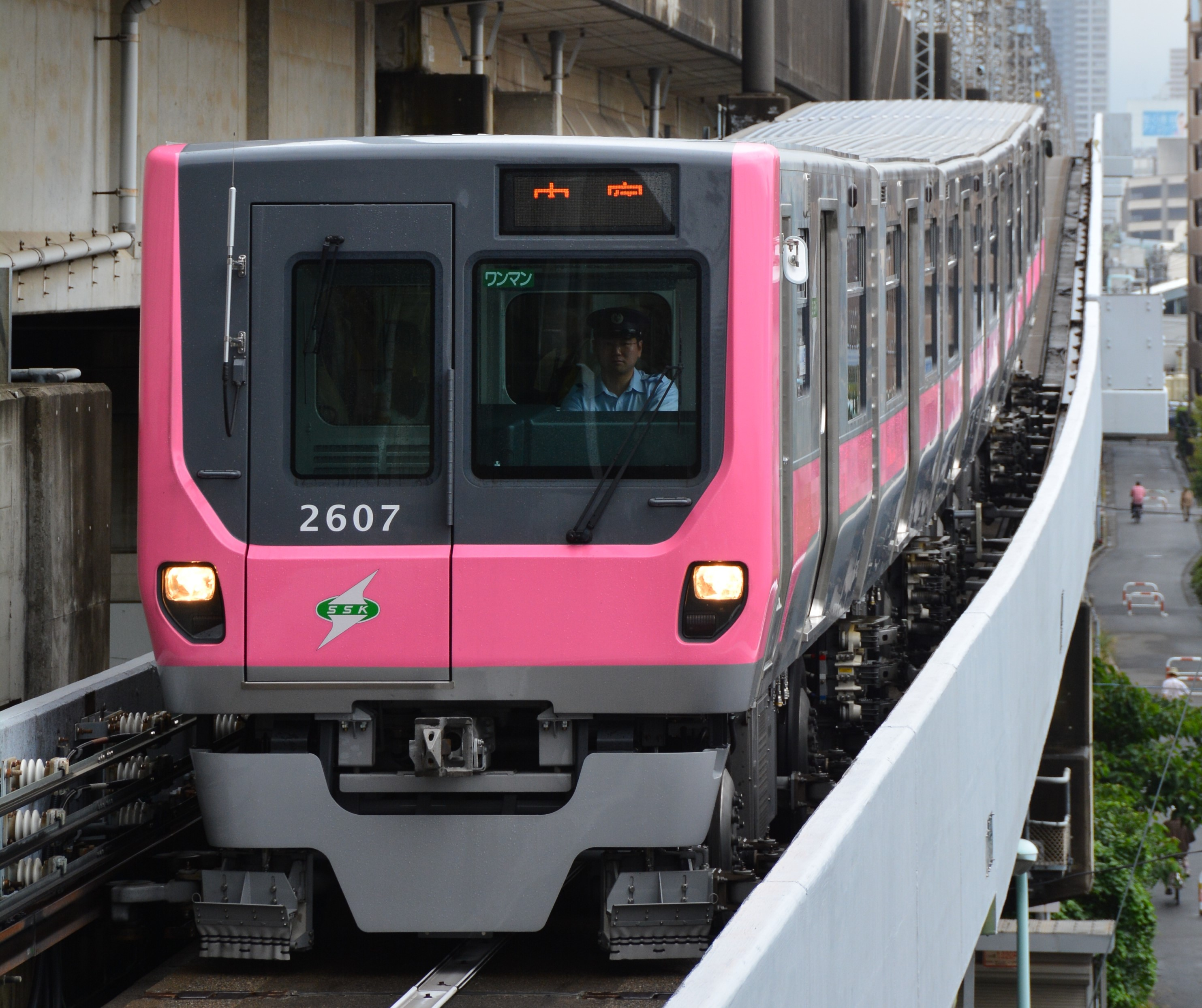
Set 07

#### Serie 2020
4 set sono attualmente in servizio (21-24) e hanno il rivestimento in alluminio

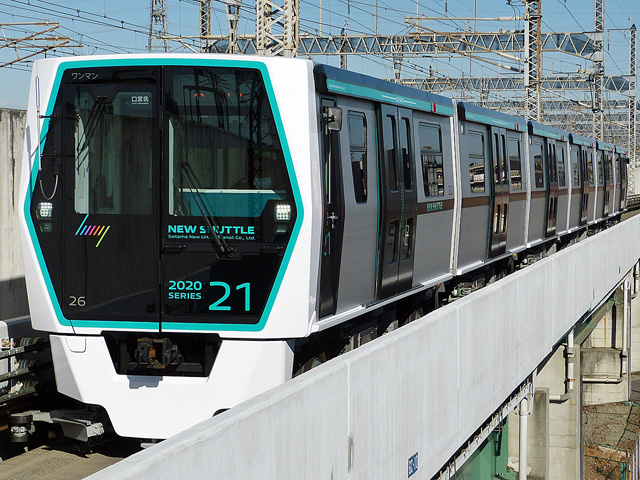
Set 21
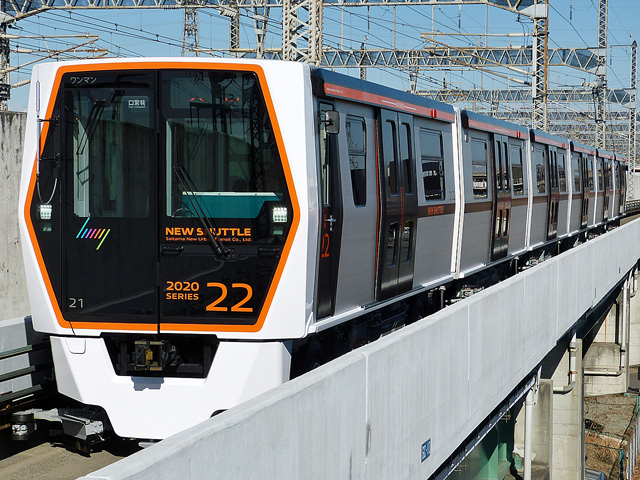
Set 22
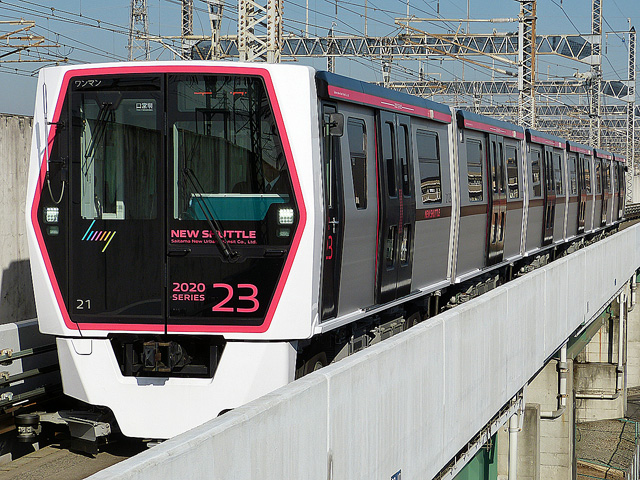
Set 23
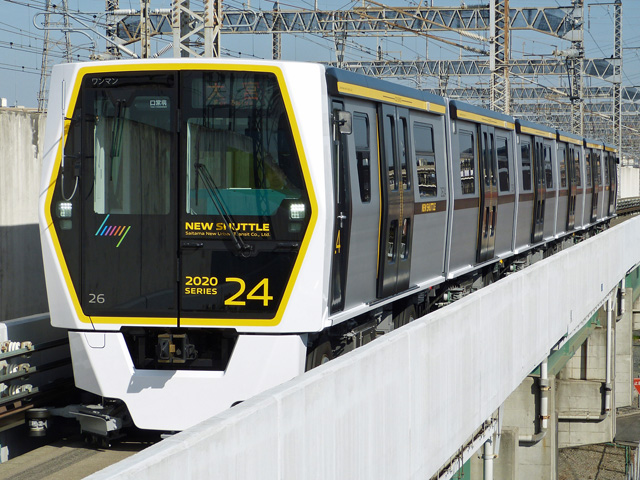
Set 24